# Lasiocampa quercus

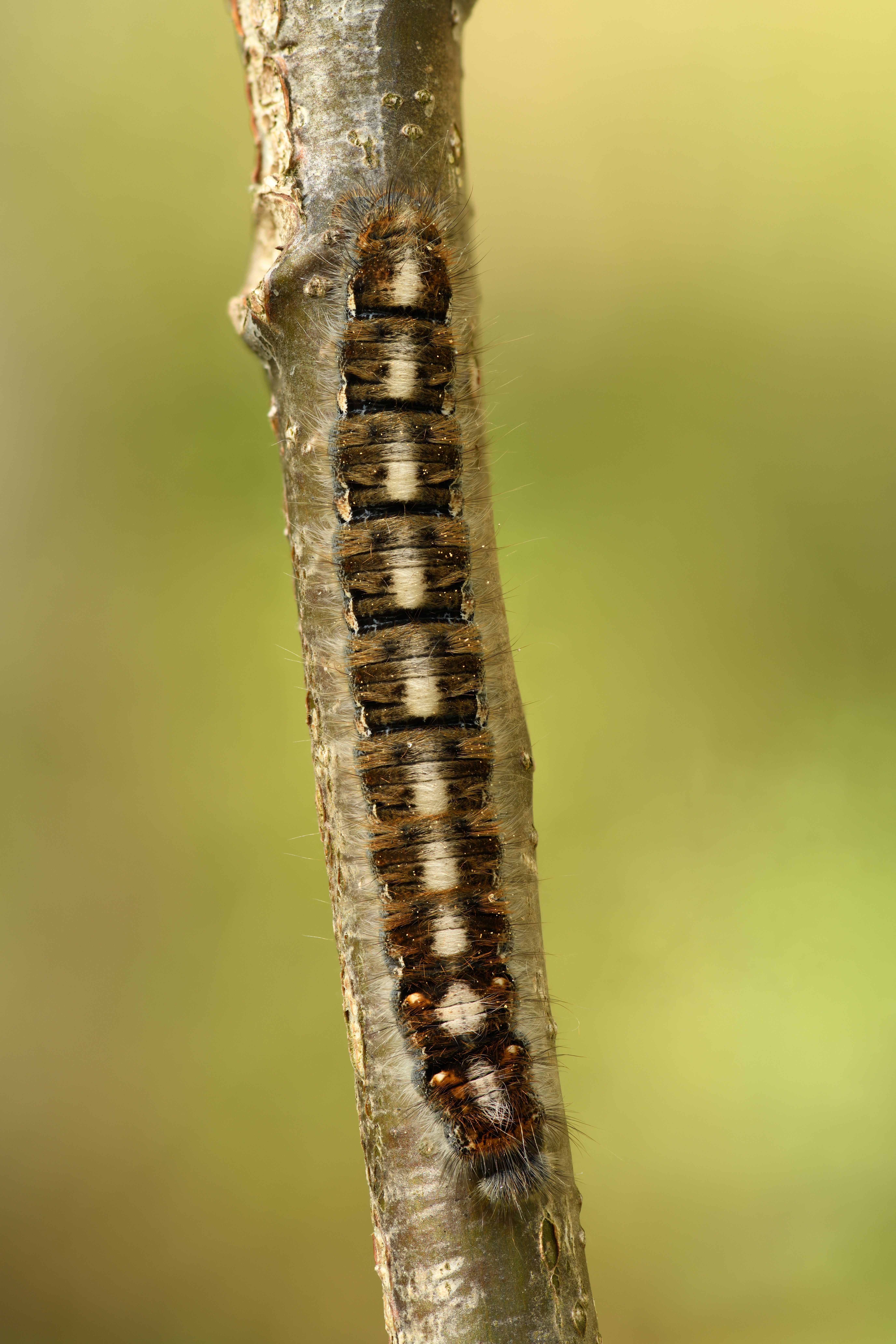
Larva

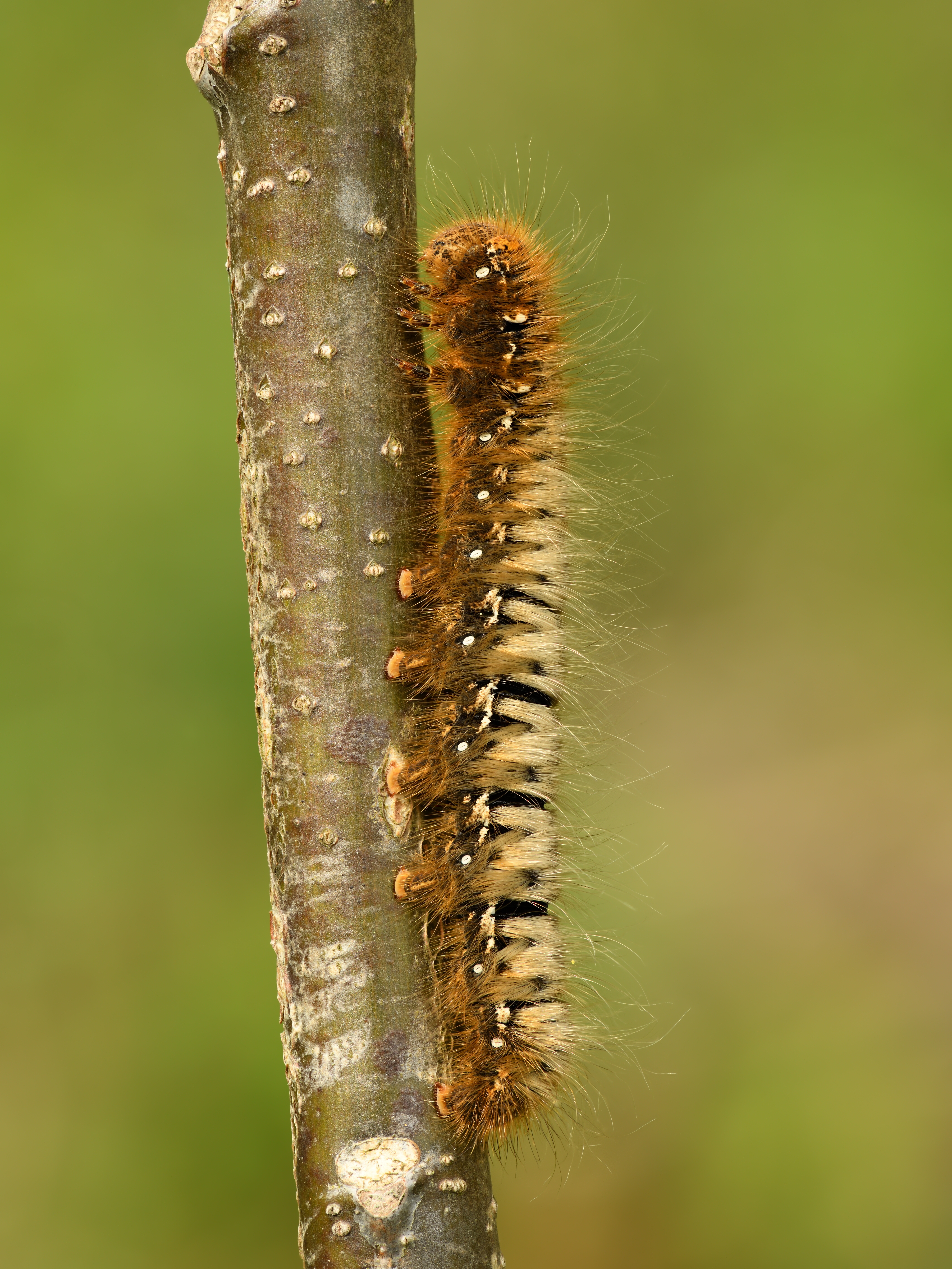
Larva

Lasiocampa quercus és una espècie de papallona nocturna pertanyent a la família Lasiocampidae, subfamília Lasiocampinae i del gènere Lasiocampa.

## Descripció
L'envergadura del mascle fa de 24 a 31 mm.
Les larves es desclouen al setembre i passen l'hivern en diapausa; surten al març i crisaliden al voltant de maig-juny. Muden diverses vegades abans i després de la diapausa, canviant notablement d'aparença.

## Distribució
Es distribueix per Europa fins al Massís de l'Altai.
Viuen en boscos i erms.

## Biologia
- La papallona vola de juny a setembre en una sola generació.
- Les larves s'alimenten de diverses plantes nutrícies: nombroses espècies d'arbres fruiters, arbres de bosc (entre ells, els roures) i nombrosos arbustos.

## Sistemàtica
L'espècie va ser descrita pel naturalista suec Carl von Linné el 1758, sota el nom inicial de Phalaena quercus.

### Sinonímia
- Phalaena quercus Linné, 1758
- Lasiocampa roboris Schrank, 1801
- Lasiocampa spartii Hübner, 1803
- Lasiocampa guillemotii Trimoulet, 1858
- Lasiocampa viburni Guenée, 1858
- Lasiocampa catalaunica Staudinger, 1871
- Lasiocampa lapponica Fuchs, 1880
- Lasiocampa tenuata Fuchs, 1880
- Lasiocampa burdigalensis Gerhard, 1882
- Lasiocampa dalmatina Gerhard, 1882
- Lasiocampa subalpina Agassiz, 1900
- Lasiocampa meridionalis Tutt, 1901
- Lasiocampa agsutilinea Valle, 1930
- Lasiocampa montana Bergmann, 1953
- Lasiocampa scopolii Carnelutti & Michieli, 1960

## Galeria

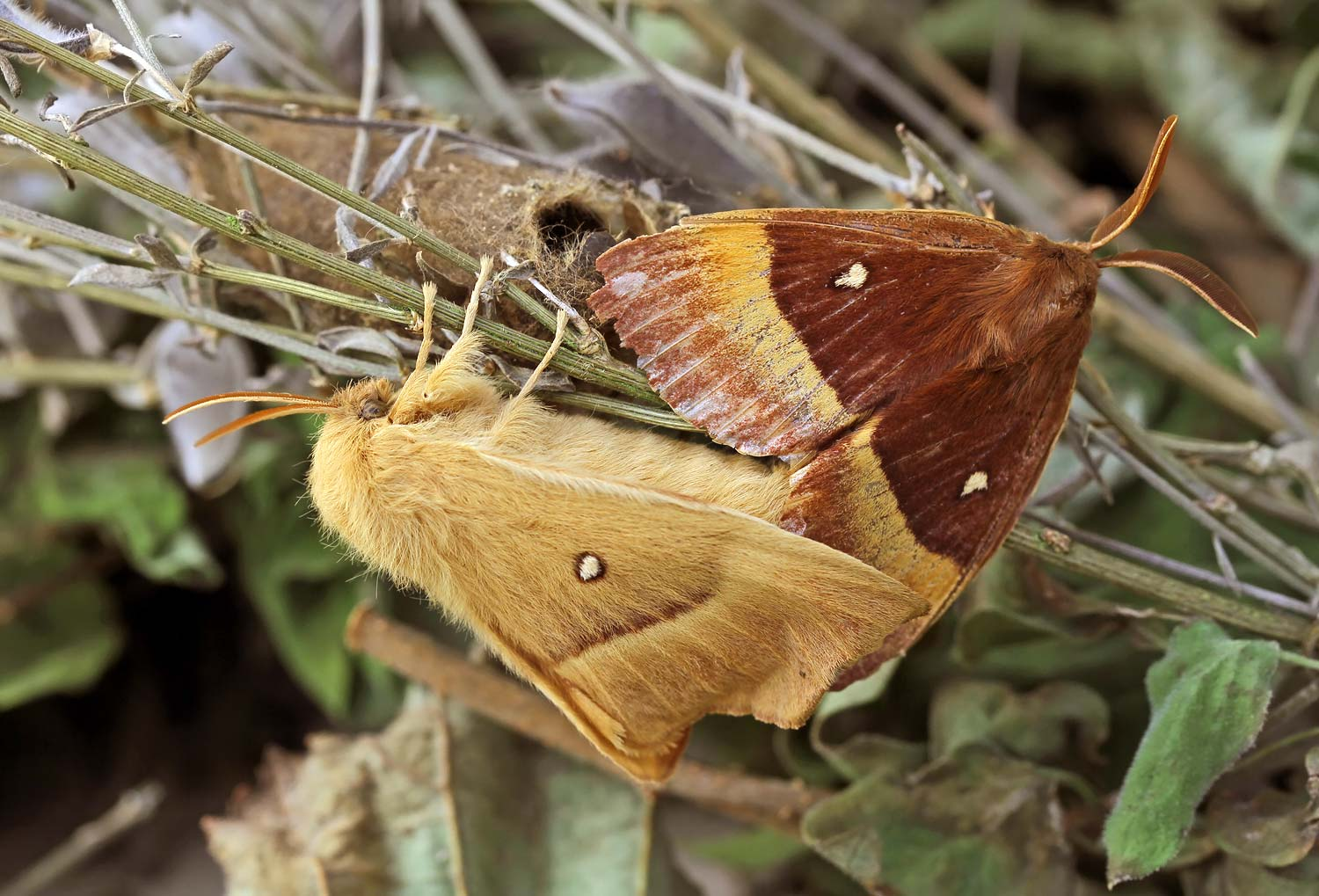
Còpula
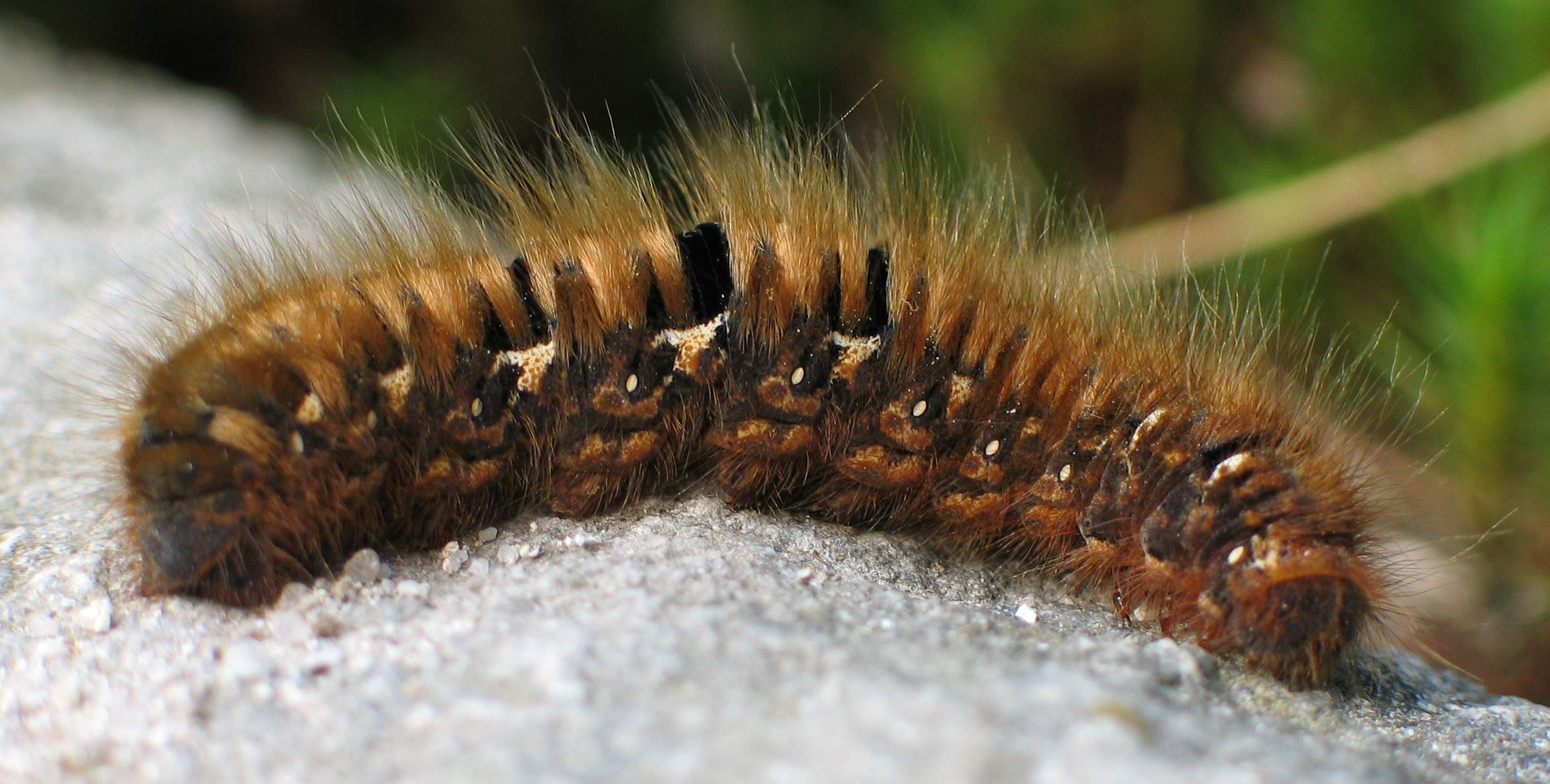
Larva
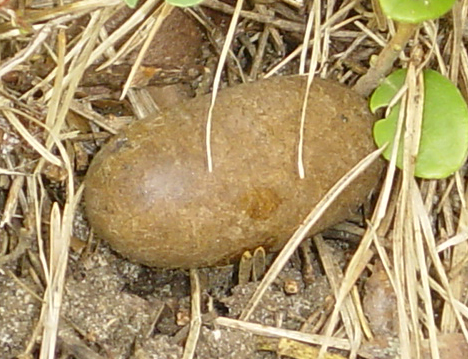
Crisàlide
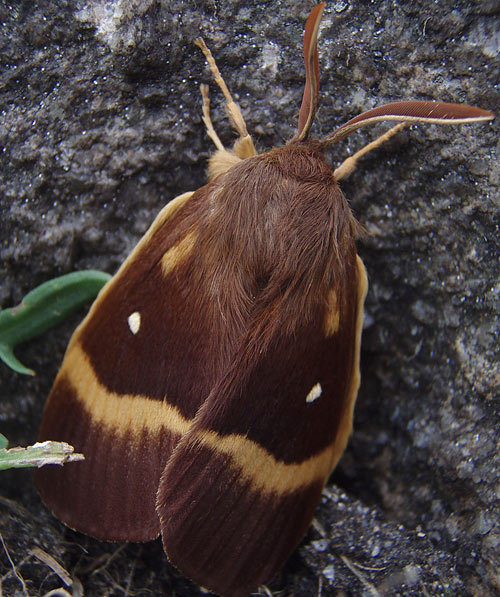
Mascle
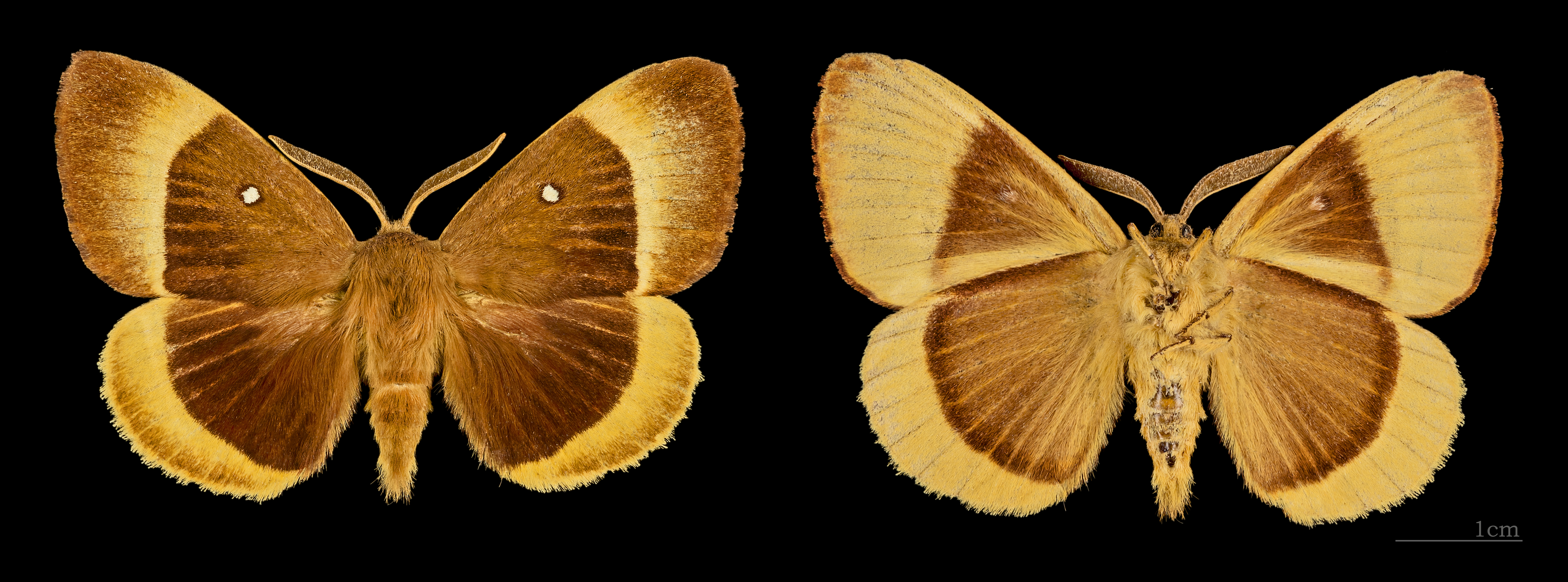
Mascle - Bassillac, Muséum de Tolosa
Femella - Mussidan, Muséum de Tolosa